# Asahi, Yamagata

Asahi (朝日町 Asahi-machi?) este un oraș în Japonia, în prefectura Yamagata.